# Transitmetoden
Transitmetoden, även kallad fotometriska metoden och passagemetoden, är ett av flera sätt som används för att upptäcka exoplaneter. Hittills har ett antal planeter upptäckts på detta viset. I stora drag går metoden ut på att man observerar en planet som passerar framför den stjärnan som planeten cirkulerar runt. För att man ska se planeten på detta vis krävs att planeten ligger i en sådan bana så den passerar framför stjärnan. Det krävs dessutom att planeten i fråga är såpass stor att den skymmer stjärnan så mycket att teleskop här på jorden kan uppfatta förändringen i ljusstyrka. Om stjärnan dessutom är större än vår egen sol blir det ännu svårare, då det krävs planeter någon gång större än Jupiter för att de ska upptäckas. Rymdforskare räknar med att transitmetoden kommer att ge goda resultat om några år då man sänder upp rymdbaserade teleskop som kan fotografera stora delar av rymden samtidigt. Kepler är ett bevis på detta, då det förkunnades att teleskopet hade över 1000 exoplanets kandidater på listan.

## Historia
Den första passagen som observerades var av, utan vetskap om varandra, David Charbonneau och kollegor och Greg Henry och hans kollegor år 2000. De observerade en planet som hade upptäckts med radialhastighetsmetoden först, men eftersom dessa andra forskare gick vidare med andra jobb fortsatte David Charboneau och Greg Henry med deras respektive forskargrupper vad de andra påbörjat. Fotometri från Hubble av moderstjärnan visade en underbar ljuskurva, som indikerade att en planet passerade framför stjärnan, och ljusstyrkan sjönk sakta. Den ursprungliga upptäckten av Charbonneau's forskargrupp gjordes med, tro det eller ej, ett 4 tums teleskop på en parkeringsplats i Boulder, Colorado. Variationen i ljusstyrkan är runt 1,5 % för den stjärnan när exoplaneten passerar, så det är ganska fantastiskt att denna första mätning av en exoplanets transitering kunde utföras av ett amatörteleskop. När Hubble gjorde om fotometrin med högre precision fick man fram en i princip perfekt ljuskurva, då kunde man kan se om det fanns månar runt planeten, och sätta gränser för hur stora de är.

## Användningsområden

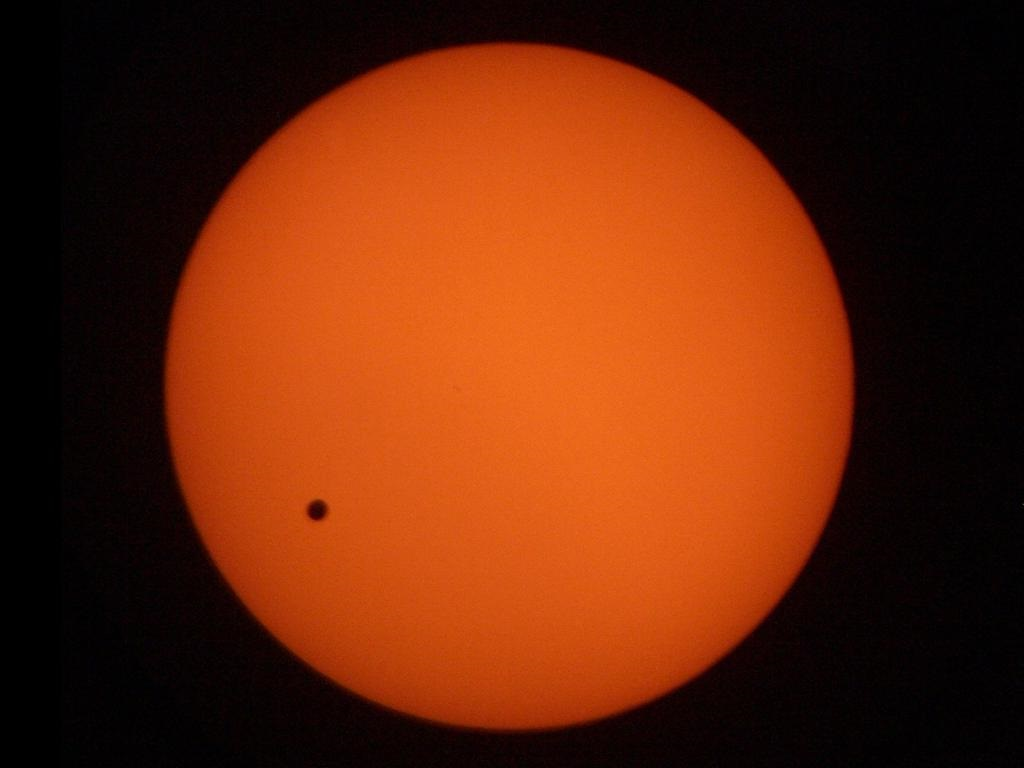
Venus transiterar solskivan, Venus syns då som en svart prick. Bild från passagen 2004.

### Merkurius och Venus
Planetpassager kan även med minimala hjälpmedel observeras i vårt solsystem. För att se en Venuspassage behövs ögonskydd och med ett teleskop och kraftfullt solfilter kan en Merkuriuspassage observeras. Merkuriuspassager är något vanligare än Venuspassager

### Differentialfotometri

Ljusstyrkan av moderstjärnan ändras när en planet passerar framför, det syns tydligt i magnitud-tid-diagrammet.

Differentialfotometri är ett av flera sätt att använda transitmetoden på, i detta fallet mäter man stjärnans relativa ljusstyrka till närliggande stjärnor som har konstant ljusstyrka. Om detta upprepas flera gånger under en tidsperiod kan man med hjälp av datorn framställa ett magnitud-tid-diagram över ljusstyrkans ändring över tid. Detta är den enklaste metoden för att upptäcka exoplaneter.

## Uppgifter om exoplaneter

### Bestämning av omloppsbanans längd
En exoplanets omloppsbana bestäms genom att man tittar på hur lång tiden är mellan två passager och sedan med hjälp av Keplers tredje lag om planeternas rörelse räknar ut stjärnans massa. Med dessa uppgifter bestämmer man enkelt omloppsbanans sträcka.

### Storleksbestämning av en exoplanet
Medan metoder såsom radialhastighet och pulsar timing kan användas för att bestämma en planets massa, kan denna metod bidra med information om en planets storlek. När en planet passerar mellan en iakttagare och den stjärna planeten kretsar runt, kan en liten minskning i den stjärnans totala ljusstyrka ses. Beroende på planetens storlek kan denna ljusstyrkeminskning variera. Som exempel kan nämnas planeten HD 209458, där ljusstyrkeminskningen är 1,7%.

### Bestämning av temperaturen

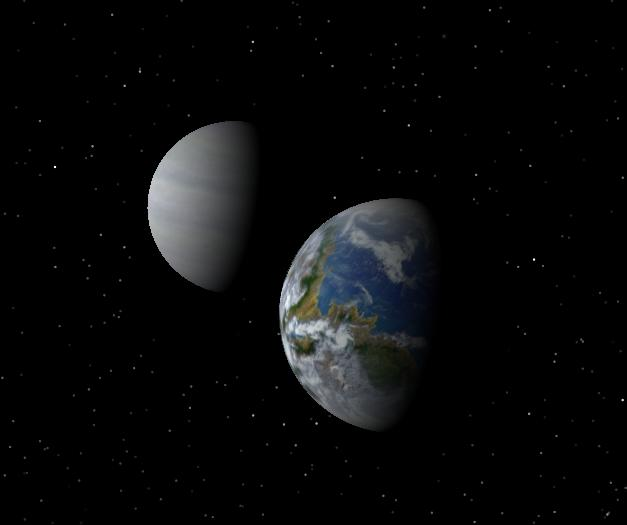
En konstnärs vision av en exomåne som cirkulerar runt HD 28185 b.

En planet som passerar mellan sin stjärna och en betraktare, kan även antas passera bakom sin stjärna, så kallad sekundärförmörkelse. Detta tillåter mätning av strålning från stjärnan utan eventuellt bidrag från planeten, och om man subtraherar stjärnans fotometriska intensitet med planeten bakom stjärnan från antingen före eller efter sekundärförmörkelsen kvarstår endast planetens signal. Detta kan användas för att bestämma planetens temperatur.  I mars 2005 använde två grupper av vetenskapsmän (från Harvard-Smithsonian Center for Astrophysics under ledning av David Charbonneau och Goddard Space Flight Center under ledning av L. D. Deming) denna metod för att med hjälp av Spitzerteleskopet undersöka planeterna TrES-1 respektive HD 209458 b. Mätningar gav att TrES-1 har en yttemperatur på runt 790°C medan yttemperaturen på HD 209458b är runt 860°C.

### Exomåne
Om ljusstyrkevariationer från en exoplanet är tidsmässigt oregelbundna (TTV, eller Transit Timing Variation), kan det bero på att stjärnan omges av flera planeter. Om ljusstyrkevariationerna varar oregelbundet (TDV, eller Transit Duration Variation) kan det bero på att en upptäckt exoplanet har en exomåne.

## Styrkor och svagheter med metoden

### Styrkor

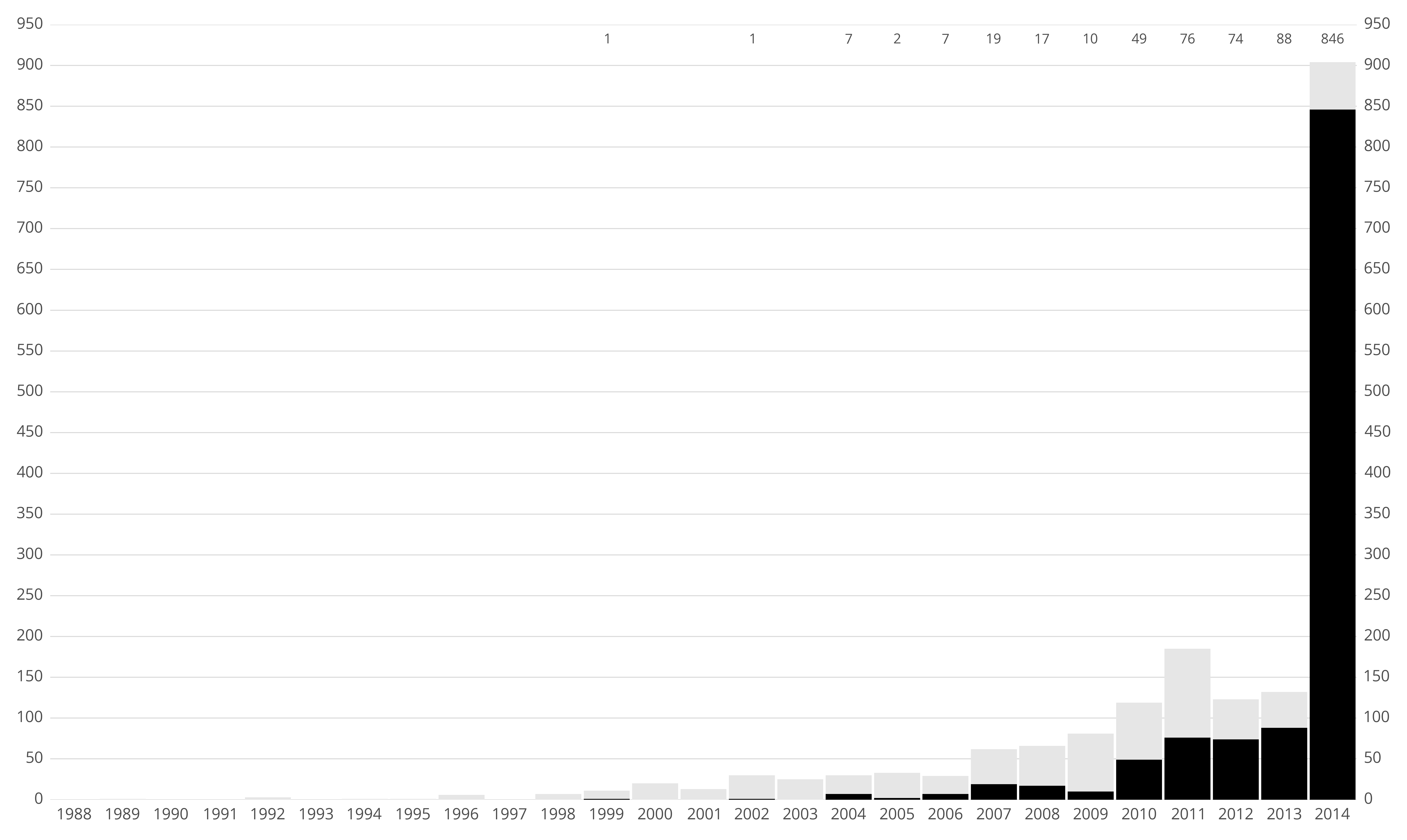
Exoplaneter upptäckta genom användning av transitmetoden(svart), totalt upptäckta exoplaneter(grått). Som man ser har projekt såsom Kepler och CoRoT gett resultat.

En av de största fördelarna med transitmetoden är att planetens storlek relativt enkelt kan bestämmas från kurvan i ljusstyrkan från stjärnan. Om denna information kombineras med data från radialhastighetsmetoden, som ger planetens massa, kan medeldensitet bestämmas vilket ger information om planetens fysiska egenskaper, såsom om planeten är en gasplanet eller en stenplanet.
Transitmetoden tillåter även att planetens eventuella atmosfär granskas. När planeten passerar framför sin stjärna passerar en liten andel av ljuset genom planetens övre atmosfär, och genom att granska spektrumet från detta ljus kan vissa grundämnens existens bestämmas. Ljusets polarisation kan även det användas för att bestämma egenskaper hos planetens atmosfär.

### Svagheter
Denna metod har två stora nackdelar. Till att börja med kan transitmetoden endast användas om en exoplanets bana för den direkt mellan sin stjärna och iakttagaren. Sannolikheten för att en planet ska passera framför sin stjärna så att det kan detekteras är lika med förhållandet mellan stjärnans diameter och diametern på planetens omloppsbana. Det beräknas att ungefär 10% av planeter med kort omloppsbana passerar framför sin stjärna på det viset. Ju längre omloppsbanan är, desto mindre är chansen att se planetens passage. 
Chansen att se en planet som kretsar runt en stjärna av samma storlek som vår egen sol på ett avstånd av 1 AE är 0,5%. Detta kan emellertid till viss del uppvägas av att många (hundratusentals) stjärnor bevakas, och detta kan teoretiskt leda till fler funna exoplaneter än om man använder till exempel radialhastighetsmetoden. Den andra nackdelen är att metoden gett många felaktigt detekterade planeter varför en annan metod för verifiering krävs. Vanligtvis används radialhastighetsmetoden för denna verifiering.

## Projekt

### Corot

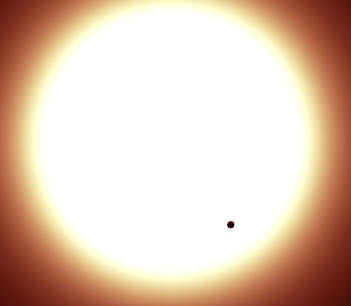
En konstnärs version av exoplaneten COROT-Exo-7b framför sin stjärna, den röda dvärgen CoRoT-Exo-7.

2006 började satelliten CoRoT från den franska rymdfartsmyndigheten Centre national d'études spatiales söka efter exoplaneter med hjälp av transitmetoden. Den förväntade livslängden var 30 månader, den är dock fortfarande i drift. Projektet skapades för att finna planeter ett par gånger så stora som jorden, men även större planeter. Projektet kommer dessutom att utföra asteroseismologi. Hittills har ett par heta jupiterplaneter funnits. Dessutom har man hittat en planet som knappt är två gånger så stor som jorden, med fast yta som man kan gå på.

#### Potential
Innan satelliten sköts iväg trodde man att teleskopet skulle kunna upptäcka planeter några gånger jordens storlek och att det inte var designat för att hitta beboeliga planeter, utan potentiellt beboeliga. Enligt ett pressmeddelande fungerar CoRoT bättre än man trott.
Man förväntar sig att planetsystem som upptäcks och är lämpliga för fortsatt observation kommer att studeras vidare av framtida uppdrag, så som Darwin och TPF.

#### Upptäckter
I maj 2007 upptäcktes en "het jupiter" kretsande runt en sollik stjärna 1 500 ljusår ifrån oss. Den andra exoplaneten, CoRoT-exo-2b, upptäcktes i december samma år. I maj 2008 var det dags igen, då offentliggjordes upptäckten av två nya exoplaneter, plus en himlakropp som är antingen en brun dvärg eller en exoplanet.

### Kepler

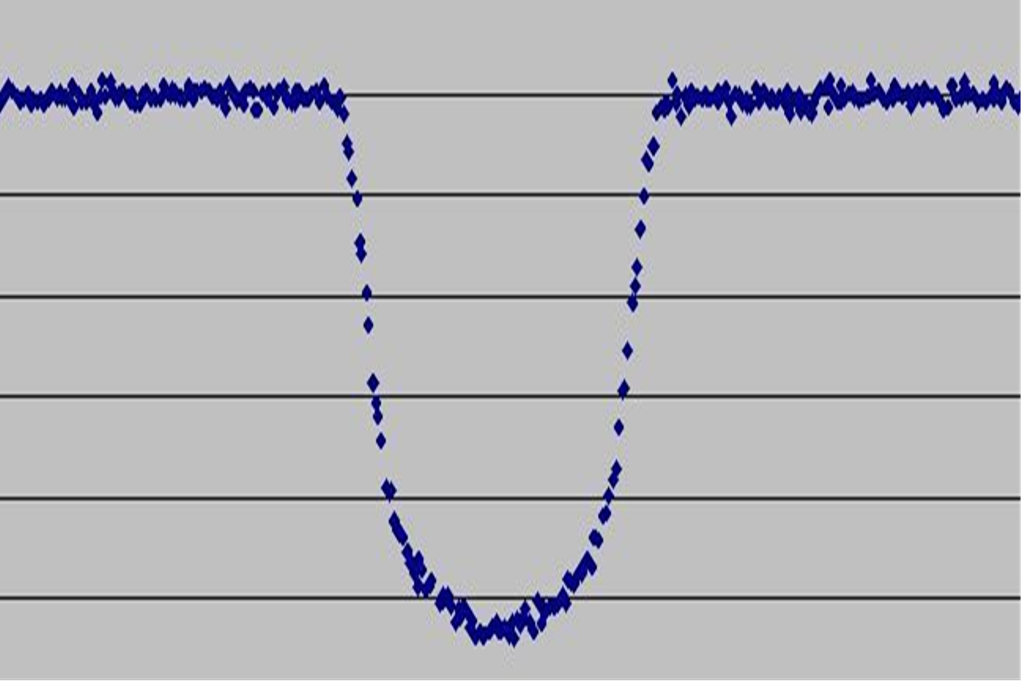
Fotometri från planeten Kepler 6b. Observerad av Keplerteleskopet.

I mars 2009 sände Nasa upp teleskopet Kepler med avsikt att bevaka ett stort antal stjärnor i stjärnbilden svanen. Förväntan är att kunna upptäcka planeter med liknande storlek som jorden. Kepler använder transitmetoden för att bevaka ungefär 100 000 stjärnor. Tanken är också att genom att bevaka så många stjärnor kan inte bara jordliknande planeter upptäckas, utan även ge statistik om hur många sådana planeter kretsar runt solliknande stjärnor.
Förhoppningen är att Kepler kommer att kunna se gasjättar som inte passerar direkt mellan sin stjärna och teleskopet. Eftersom planeten kretsar runt sin stjärna kommer den att liksom vår egen måne genomgå faser från ny till full, och detta ger upphov till regelbundna variationer i ljusstyrka från stjärnsystemet. Eftersom värmestrålning från planeten kan ses separat från reflekterat ljus, kan information utläsas om värmetransport från dagsidan till nattsidan samt till viss del atmosfärens uppbyggnad.

#### Upptäckter
Den 3/2 2011 upptäckte Kepler att hela sex exoplaneter rör sig runt den solliknande stjärnan Kepler-11. Fem av planeterna har kort omloppsbana, dessa skulle rymmas innanför Merkurius bana i vårt solsystem, medan den sjätte befinner sig längre bort och har en omloppstid på 118 dagar. De inre planeternas massa är 2,3 till 13,5 gånger jordens, och den yttre har en massa av drygt 300 gånger jordens. Man har dessutom lyckats storleksbestämma och räkna ut vad planeterna sannolikt består av. Tidigare har astronomerna bara kunnat bestämma massa och storlek på tre exoplaneter mindre än Neptunus, nu utökas listan till 8 stycken. 
Den 1 februari 2011 släppte NASA nya fynd från Keplerteleskopet. Över 1000 potentiella planeter, vilka astronomer tror att man kommer att bekräfta runt 90% som verkliga exoplaneter, har hittats av teleskopet med hjälp av transitmetoden. Detta innebär att transitmetoden kommer att vara den mest framgångsrika när exoplaneterna har bekräftats. 
Eftersom Kepler inte kräver att planeten passerar framför sin stjärna kan denna fasvariansmetod komma att leda till de flesta upptäckta exoplaneter.
Hittills har Kepler hittat 15 planeter (bekräftade), men hela 1235 exoplanet kandidater.

### Andra projekt
Passagemetoden ska användas för planetupptäckter med de planerade rymdobservatorierna CHEOPS och PLATO.